# Záblatí, Prachatice
Záblatí là một làng thuộc huyện Prachatice, vùng Jihočeský, Cộng hòa Séc.